# Bjarne Lysholm
Bjarne Lysholm, född 26 april 1861 i Trondheim, död 1939, var en norsk läkare och entomolog.
Lysholm tog medicinsk ämbetsexamen 1887 och praktiserade som läkare i norska settlement i Iowa, i Lardal och i Trondheim till 1894, då han vid faderns, konsul O.K. Lysholms, död tillsammans med två bröder övertog det av farfadern J.B. Lysholm (1796–1843) 1821 anlagda brännvinsbränneriet, Norges största och mest bekanta anläggning av denna art. Han var chef för denna rörelse, som han betydligt utvidgade, till hösten 1911, då den övergick till ett aktiebolag.
Vid sidan av sin praktiska verksamhet bedrev Lysholm naturvetenskap med entomologi som specialitet och publicerade bland annat Bidrag til kundskaben om coleopterafaunaen i det Trondhjemske (i "Trondhjems videnskabsselskabs skrifter", 1897–99). År 1903 blev Lysholm, som var filosofie doktor, preses i Det Kongelige Norske Videnskabers Selskab.